# Onze-Lieve-Vrouwe-ter-Noodkapel (Stein)

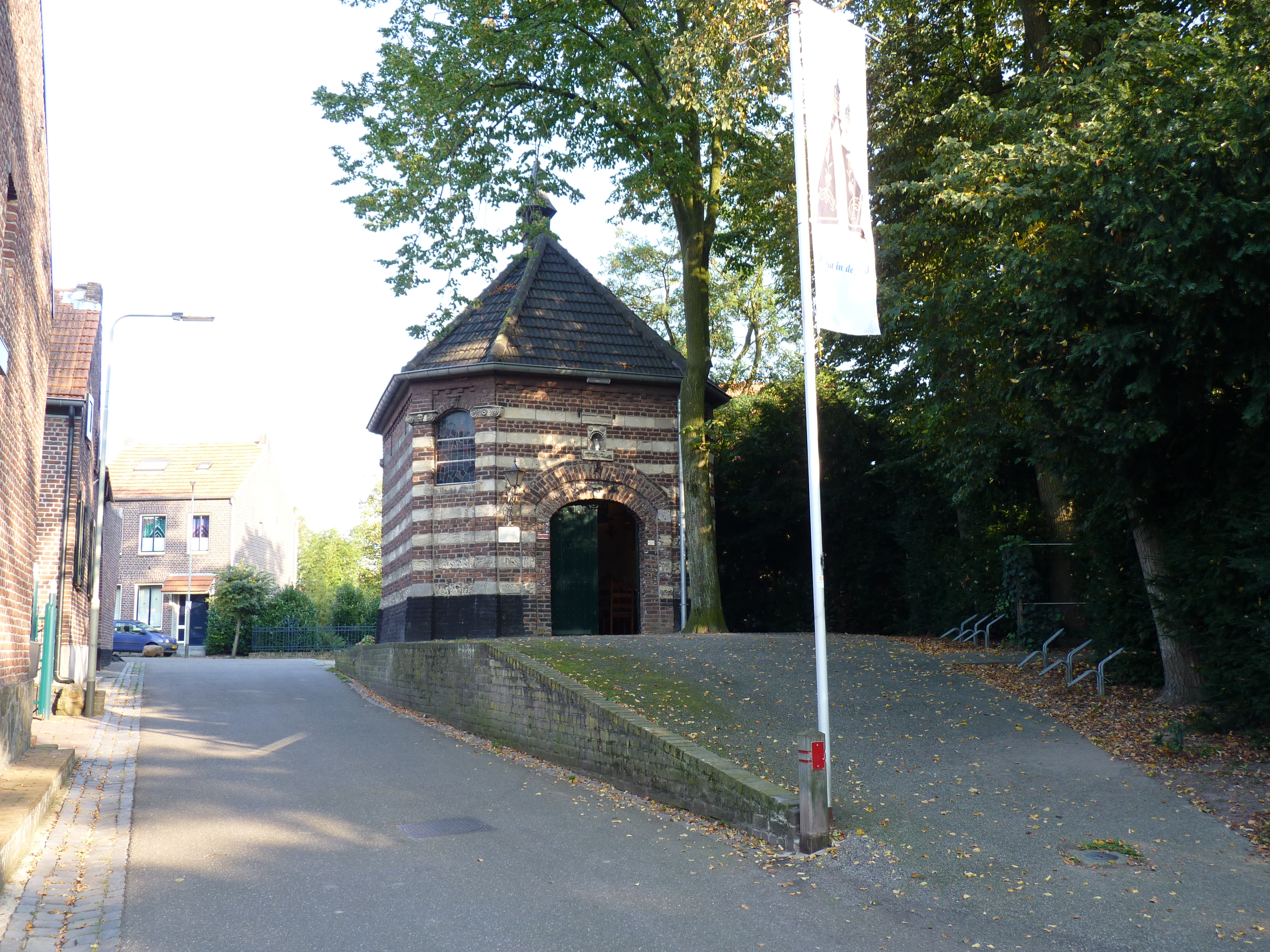
De Onze-Lieve-Vrouwe-ter-Noodkapel

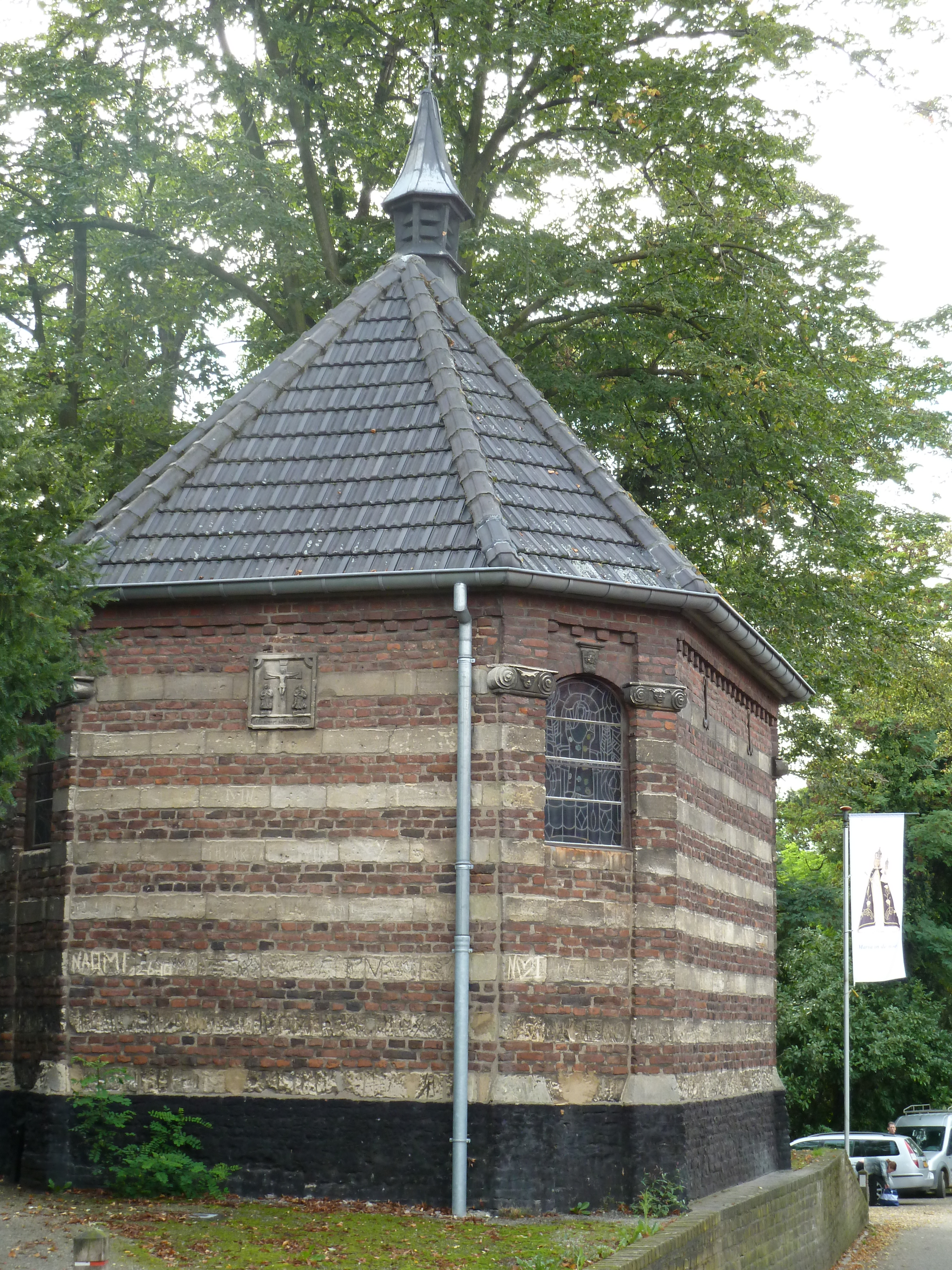
Achterzijde

De Onze-Lieve-Vrouwe-ter-Noodkapel of Maria-in-Noodkapel is een kapel op een heuvel aan de zuidwestkant van Stein in de gemeente Stein in de Nederlandse provincie Limburg. De kapel ligt op een kapelberg op een plateaurand waar aan de zuidzijde ervan een kleine beek stroomt. Ook ligt hier de Zonput. De kapel staat aan de Kapelbergweg.
De kapel is sinds 1966 een rijksmonument en is gewijd aan Maria-in-Nood.

## Geschiedenis
Reeds in 1400 stond er op deze plaats de Richarduskapel. Het was toen een zelfstandige rectoraatskerk zonder kielzog.
Na verval in 1760 werd de kapel herbouwd en als Mariakapel in gebruik genomen.

## Opbouw
De georiënteerde kapel heeft een zwarte plint met daarboven baksteen met speklagen van mergel, bovenaan een tandlijst, afgeschuinde hoeken met pilasters en gedekt door een tentdak met afgeschuinde ribben. In de vier afgeschuinde hoeken is een venster aangebracht met glas-in-loodramen en de pilasters worden bekroond door voluten. In de westgevel zit een dubbele bakstenen segmentboog met een groene houten deur. In de gevel bevinden zich gevelstenen met jaarspreuken 1750 en 1760. Op de nok van de kapel staat een klokkentorentje.